# Rasmus Hult
Rasmus Hult (* 27. Februar 1984 in Nyköping) ist ein schwedischer Squashspieler.

## Karriere
Rasmus Hult begann seine professionelle Karriere im Jahr 2007 auf der PSA World Tour. Seine höchste Platzierung in der Weltrangliste erreichte er mit Rang 143 im Mai 2013. Mit der schwedischen Nationalmannschaft nahm er 2007 und 2009 an Weltmeisterschaften teil, außerdem an mehreren Europameisterschaften. Im Einzel trat er 2006 bei der Europameisterschaft an und erreichte das Achtelfinale. Bei den Swedish Open erhielt er bereits mehrfach Wildcards für das Hauptfeld. Er wurde zwischen 2007 und 2023 neunmal schwedischer Meister.

## Erfolge
- Schwedischer Meister: 9 Titel (2007, 2014–2017, 2019, 2021–2023)